# Cisticola guinea
Cisticola guinea е вид птица от семейство Cisticolidae.

## Разпространение
Видът е разпространен в Камерун, Чад, Кот д'Ивоар, Гамбия, Гана, Гвинея, Мали, Нигерия и Сенегал.